# Sivatagi anyák

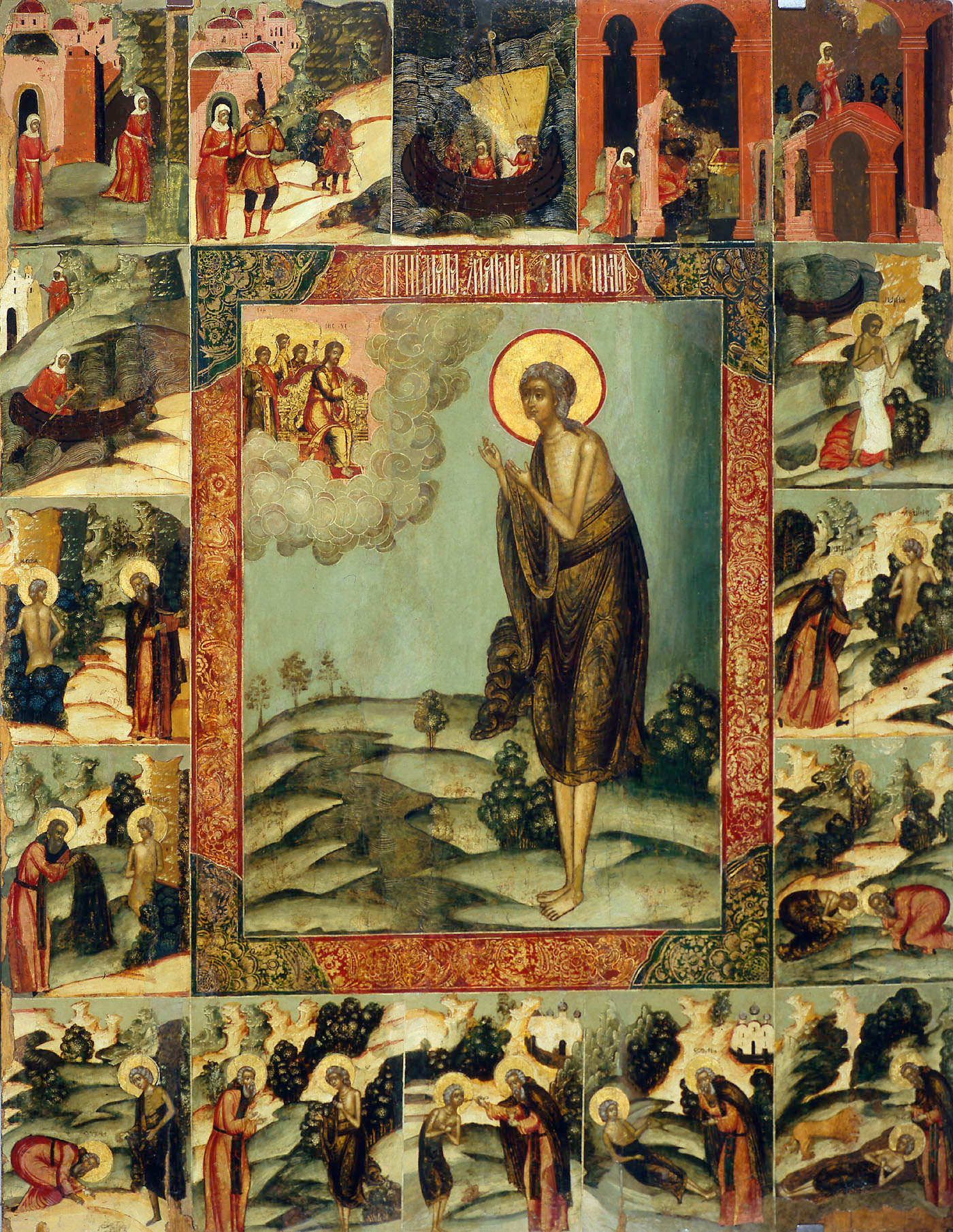
Egyiptomi Szent Mária életét elmesélő orosz ikon a 17. századból

Sivatagi anyák alatt általában azokat az ókeresztény (egyiptomi) női szerzeteseket (és remetéket) szokták érteni, akik a 3. századtól a sivatagba visszavonuló női szerzeteseket irányították.
Sivatagi anyák:
- Alexandriai Szent Szünklétika (260 körül – 350 körül), ünnepnapja: január 5.
- Alexandriai Szent Theodóra (? – 491), ünnepnapja: szeptember 11.
- Egyiptomi Szent Mária (344 – 421), ünnepnapja: április 1.
- Idősebb Szent Melánia (325 – 410), ünnepnapja: június 8.
- Ifjabb Szent Melánia (383 – 439), ünnepnapja: december 31.
- Sivatagi Szent Sára (5. század), ünnepnapja: július 13.
- Szent Eustochium (368 – 420), ünnepnapja: szeptember 28.
- Szent Olümpiász (361/368 – 408), ünnepnapja: július 25.
- Szent Paula (347 – 404), ünnepnapja: január 26.
- Szent Thaisz (4. század), ünnepnapja: október 8.
- Szent Fruzsina (414 körül – 470 körül), ünnepnapja: január 1.